# Повстяна Наталія Валеріївна
Наталія Валеріївна Топорівська(Повстяна) (нар. 2002, м. Бровари, Україна) — українська співачка. Сценічне ім'я Taisha

## Життєпис
Наталія Повстяна народилася 2002 року в місті Броварах Броварського району Київської области України. Свій талант до співу унаслідувала від свого дідуся. https://www.youtube.com/channel/UCpqka-knePeBiakOCWTN0CQ
Навчається у Київській академії естрадного та циркового мистецтва.

### Голос діти
У 2013 році вона брала участь в «сліпих прослуховуваннях» другого сезону талант-шоу «Голос. Діти», але вибула, оскільки Наталя Могилевська не змогла її взяти до себе в команду. Співачка через це так засмутилася, що запросила дівчинку виступити з нею на концерті і дала їй свій номер мобільного телефону.
Кліп із виступом Наталії отримав більше трьох мільйонів переглядів станом на 7 серпня 2020 року.

### Голос країни
3 лютого 2019 року виступила в дев'ятому сезоні шоу Голос країни із піснею Тіни Кароль «Сила висоти».
Наталія для подальших виступів на конкурсі вибрала команду Потапа.
Кліп із виступом Наталії отримав більше чотирьох мільйонів переглядів станом на 6 серпня 2020 року.

## Нагороди та відзнаки
- гран-прі ІІ Всеукраїнського фестиваль-конкурсу «Зіркова пектораль талантів» (2017, м. Бровари)[9],
- переможниця багатьох Всеукраїнських та міжнародних пісенних конкурсів[1].